# فجوة التعاطف
فجوة التعاطف (بالإنجليزية: Empathy gap)، هو انحياز يتمثل عندما لا يستطيع الناس الّذين يعيشون في البلدان المتقدمة أن يتفهموا ويتعاطفوا مع ما يعانيه المستضعفون في الطرف الآخر من الكوكب. مثال ذلك عندما لا يستطيع أهل المدينة الّذين يعشون في الضواحي الراقية في رغد من العيش أن يفهموا معاناة أهل المخيمات أو العشوائيات التي قد لا تبعد عنهم مسيرة عشرين دقيقة أو أقلّ. أي عندما نكون سعيدين فإنه من الصعب علينا أن نفهم كيف يكون الحزن. جوهر هذا الانحياز يتضمن الحالة التي يعيشها الشخص. يعبّر ليو تولستوي عن ذلك في مقولته الشهيرة : «العائلات السعيدة كلها متشابهة، لكنّ العائلات البائسة بؤس إحداها مختلف عن الأخرى».